# Pekka Haavisto
Pekka Olavi Haavisto, född 23 mars 1958 i Helsingfors, är en finländsk politiker (grön).
Han har varit Gröna förbundets riksdagsledamot åren 1987–1995 och sedan 2007. Han har också varit partiets ordförande (1993–1995), landets miljöminister i regeringen Lipponen I (1995–1999) och  Europeiska gröna partiets ordförande (2000–2006). Han har varit medlem i riksdagens försvarsutskott, kulturutskott, lagutskott, stora utskott och utrikesutskott.
Han har arbetat med uppgifter inom FN, som fredsförhandlare inom EU och som chefredaktör för tre tidningar.
År 2012 ställde Haavisto upp som De Grönas presidentkandidat, där han i andra omgången ställdes mot Samlingspartiets Sauli Niinistö, som vann valet. I andra omgången åtnjöt Haavisto brett stöd i Svenskfinland. Från 2013 till 2014 var han utvecklingsminister i regeringarna Katainen och Stubb. I presidentvalet 2018 var han åter De Grönas kandidat och kom åter tvåa efter Niinistö. Mellan juni 2019 och juni 2023 var han utrikesminister i regeringen Rinne och den därpå följande regeringen Marin. Han kandiderade i presidentvalet 2024 via valmansförening. Haavisto förlorade mot Alexander Stubb i valets andra omgång.

## Privatliv
År 2002 ingick Haavisto registrerat partnerskap med Antonio Flores (född 1978), som ursprungligen kommer från Ecuador.
Haavisto är även discjockey på fritiden.

## Utmärkelser
- Kommendörstecknet av Finlands Vita Ros’ orden,  6 december 1998[8]
- Militärens förtjänstmedalj,  4 juni 2008[9]
- Riddare av Hederslegionen,  2018[10]
- National Medal of Ghazi Muhammad Akbar Khan,  2021[11]
- Krzyż Zasługi (Estonia),  21 januari 2021[12][13]
- Storkorset av Finlands Lejons orden,  6 december 2022[14]
- Kommendör med stora korset av Nordstjärneorden,  22 oktober 2024[15]

[Redigera Wikidata]